# Eloise Blaine Cram
Eloise Blaine Cram (Davenport, Iowa, 11 de junio de 1896 - San Diego, California, 9 de febrero de 1957) fue una zoóloga y parasitóloga estadounidense. 

## Biografía
Nació en Davenport, Iowa, Estados Unidos en 1896, hija del periodista Ralph Warren Cram y Mabel (LaVenture) Cram. Se graduó como Phi Beta Kappa de la Universidad de Chicago en 1919, y recibió su doctorado en la Universidad George Washington en 1925.
En 1920, Cram entró en el servicio gubernamental como zoóloga para la Oficina de Industria Animal del USDA (BAI, por sus siglas en inglés), donde fue reconocida como una autoridad mundial en parásitos de las aves de corral, y finalmente llegó al puesto de científica principal por la investigación de parásitos de aves y aves de caza. En 1936, dejó el BAI para ocupar un puesto en el Laboratorio de Zoología de los Institutos Nacionales de la Salud (NIH, por sus siglas en inglés) en Bethesda, Maryland, donde permaneció hasta su retiro en 1956. 
Mientras trabajaba en NIH, contribuyó al estudio científico de la lombriz intestinal y otros parásitos en humanos, pero su mayor contribución a la parasitología y a la ciencia en general fue su investigación pionera para frenar la enfermedad de la esquistosomiasis, endémica de las regiones tropicales. Hizo descubrimientos innovadores con respecto a la vida y ciclos del vector de los caracoles, clave para la transmisión de la enfermedad a menudo mortal a los humanos, ayudando así a reducir los costos de salud internacional de la enfermedad. Después de su jubilación, Cram había realizado más de 160 artículos y monografías sobre diversos temas relacionados con la parasitología animal, se había convertido en una autoridad internacional sobre enfermedades helmínticas y trabajó en el laboratorio de enfermedades del NIH para enfermedades tropicales. En 1955, un año antes de su retiro, se desempeñó durante un período como la única mujer presidenta de la American Society of Parasitologists.
Murió de cáncer de huesos, en San Diego, California, Estados Unidos, el 9 de febrero de 1957.
Cram es recordada por su «alto grado de laboriosidad junto con una paciente perseverancia ante las decepciones, una capacidad para superar las dificultades que encontró en la investigación, y una vigorosa persistencia de esfuerzos para llegar a soluciones de problemas desconcertantes», por dedicar su vida «incansablemente al estudio de los parásitos humanos y animales, y por su alegre, humorístico brillo y enfoque nítido que persistían incluso cuando se acercaba al final de su vida frente a una enfermedad debilitante.